# Bud'te moim mužem
Bud'te moim mužem (Будьте моим мужем) è un film del 1981 diretto da Alla Surikova.

## Trama
Il film segue le vicende di un medico per bambini che va in vacanza nel sud e incontra una giovane e bella donna che ha bisogno dei suoi servizi.